# Adawai
Adawai, ook wel Adaway is een dorp in Sipaliwini in Suriname.
Het ligt aan de oever van de Boven-Surinamerivier. Stroomafwaarts ligt Duwatra en stroomopwaarts Nieuw-Aurora.
Anno 2012 was Carlo Sampie de hoofdkapitein van Gunsi, Nieuw-Aurora, Tjaikondre en Adawai, waar toen bij elkaar 2400 mensen woonden.
Het dorp ligt tegen Malroseekondre aan en nabij Copaivagogo.

## Galerij

Kano in de soela bij Adawai, circa 1930

Abenaston · Adawai · Akisiaman · Akwaukondre · Amakakondre · Asenbaso · Asidonhopo · Atjoni · Aurora · Begoeba · Begoon · Bekiokondre · Bendikwai · Bendiwata · Biudoematoe  · Bofokoele · Botopasi · Dan · Dangogo · Daume · Debikè · Deboo · Djemongo · Djoemoe · Duwatra · Foetoenakaba · Gingiston · Goddo · Godowatra · Goejaba · Gran Slee · Grantatai · Gunsi · Heikoenoenoe · Jawjaw · Kaajapati · Kajana · Kambaloea · Kampoe · Koonoo · Kuututen · Ladouanie · Lespansi · Ligorio · Malobi · Malroseekondre · Masiakriki · Moitori · Nazaleti · Nieuw-Aurora · Padalafanti · Pambo Oko · Pikin Slee · Pingpe · Pokigron · Saloebanga · Semoisi · Soolan · Stonhoekoe · Tjaikondre · Toemaripa · Toetoeboeka